# Lycostomus kraatzi
Lycostomus kraatzi is een keversoort uit de familie netschildkevers (Lycidae). De wetenschappelijke naam van de soort werd in 1882 gepubliceerd door Jules Bourgeois.